# Messiasia lanei
Messiasia lanei är en tvåvingeart som beskrevs av Andretta 1951. Messiasia lanei ingår i släktet Messiasia och familjen Mydidae. Inga underarter finns listade i Catalogue of Life.